# Todd Hays
Pour les articles homonymes, voir Hays.
Todd Hays, né le 21 mai 1969 à Del Rio au Texas, est un pilote de bobsleigh américain
Après une carrière de professionnel dans le football américain chez les Argonauts de Toronto, cet ancien champion des États-Unis de kick-boxing, devient membre de l'équipe de bobsleigh américain.
Il ne peut participer aux Jeux olympiques d'hiver de 1998 à Nagano. Le pilote dub américain, Mike Dionne, subit un contrôle antidopage positif. Devenu pilote du bob à deux et quatre américain en 2001, il obtient la médaille d'argent du bob à 4 aux Jeux olympiques d'hiver de 2002 à Salt Lake City, donnant ainsi sa première médaille au bob américain depuis 1956.

## Palmarès

### Jeux olympiques
- Médaille d'argent de bob à 4 en 2002, aux Jeux olympiques d'hiver de 2002 à Salt Lake City (États-Unis)

### Championnats du monde de bobsleigh
- Médaille d'argent en 2003